# فرمان فاتحبوري

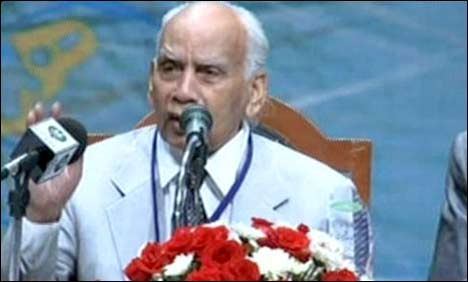
الدكتور فرمان فاتحبوري يلقي كلمة خلال مؤتمر عالمي

فرمان فاتحبوري (بالأردية: فرمان فتح پوری) (اسمه عند الولادة: سيد ديلدار علي (بالأردية: سید دلدار علی)، (26 يناير 1926 – 3 أغسطس 2013) لساني وباحث وكاتب وناقد باكستاني.
يُنظر إليه على نطاق واسع باعتباره مرجعًا رائدًا في حياة وعمل ميرزا غالب. كتب العديد من المقالات العلمية ومراجعات الكتب والافتتاحيات. حصل على جائزة ستارة الامتياز لإنجازاته الأدبية عام 1985 من قبل رئيس باكستان. توفي أثناء نومه في الصباح الباكر من يوم 3 أغسطس 2013 (24 رمضان). شيعت جنازته في 4 أغسطس 2013، ودُفن في مقبرة جامعة كراتشي.

## مسيرته
ولد فاتحبوري في 26 يناير 1926 في فاتح بور، أتر برديش، الهند. توفي والده عام 1933 عندما كان طفلاً. حصل على شهادة الثانوية العامة من فاتح بور والتعليم المتوسط (المدرسة الثانوية) من الله أباد في عام 1948. تخرج من جامعة أغرة عام 1950. هاجر فرمان إلى باكستان عام 1950 واستقر في كراتشي.  حصل على درجة الماجستير في الآداب ، ليسانس الحقوق و BT من جامعة كراتشي. في عام 1965 حصل على درجة الدكتوراه. كما حصل على درجة الدكتوراه في الآداب في اللغة الأردية عام 1974. ظل مرتبطًا بجامعة كراتشي لما يقرب من 30 عامًا وقام بتدريس العديد من طلاب الدكتوراه والباحثين. تم تعيينه لاحقًا رئيسًا لتحرير وسكرتير مجلس قاموس الأردية في عام 1985. في العام نفسه، حصل على جائزة ستارة الامتياز من قبل رئيس باكستان.
منذ عام 1996، شغل منصب عضو في مجلس الخدمات المدنية في حكومة إقليم السند ‏. أصبح محررًا للنشرة الشهرية (Nigar) - أقدم مجلة أدبية أوردية، أسسها معلم فارمان، نياز فاتحبوري ‏.

## أعماله الأدبية
كان لأعمال وأفكار فارمان تأثير قوي على الباحثين الذين يبحثون في شعر ونثر لسانيات ميرزا غالب واللسانيات الأوردية. ألف أكثر من 60 عنوانًا في الشعر الأردي لغالب ومحمد إقبال، بما في ذلك اللسانيات والنقد والسيرة الذاتية.

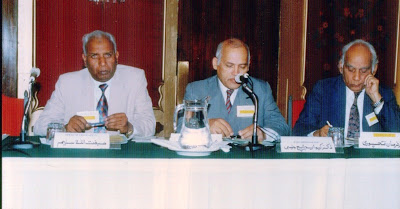
فاتحبوري في ندوة نظمها مركز موارد المعلمين وأولياء الأمور الخاص، كراتشي

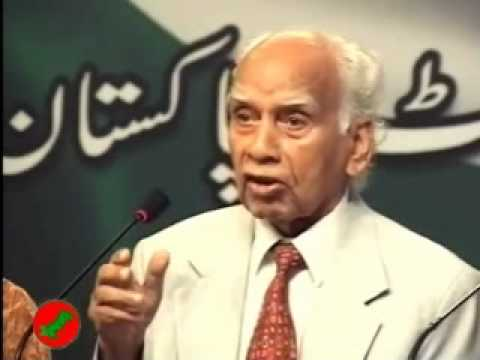
فاتحبوري يلقي كلمة في ندوة

## الجوائز
- جائزة ستارة الامتياز من قبل رئيس باكستان في عام 1985.[2][3]

## روابط خارجية
- BOOK LAUNCHING CEREMONY
- Urdu experts have the last word - The Express Tribune newspaper
- Farman Fatehpuri on Urdu Bandhan نسخة محفوظة 6 أكتوبر 2015 على موقع واي باك مشين.